# Strâmtoarea Gibraltar

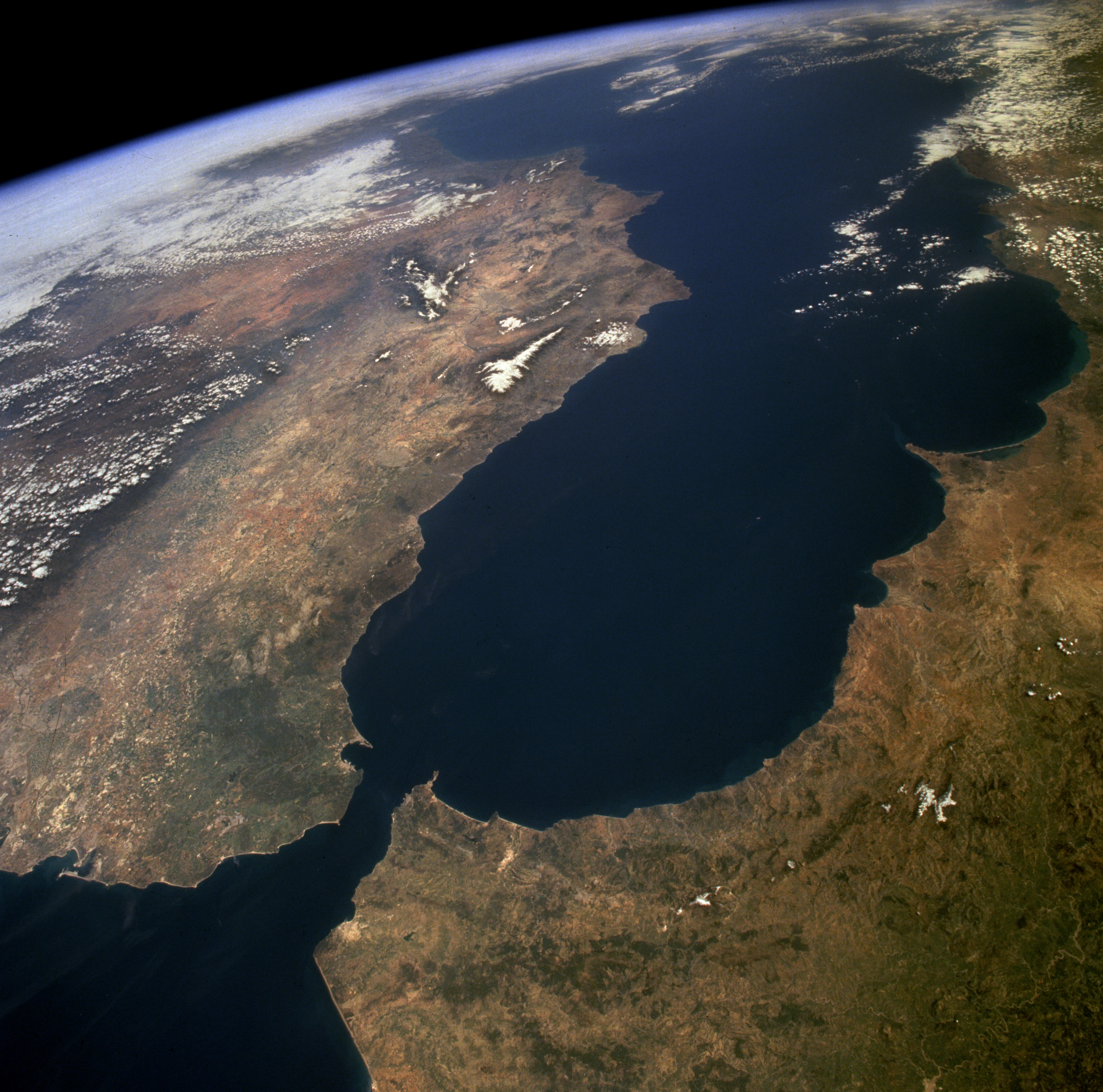
Strâmtoarea Gibraltar văzută din spațiu.

Strâmtoarea Gibraltar (în arabă: مضيق جبل طارق, în spaniolă: Estrecho de Gibraltar) este o strâmtoare care leagă Oceanul Atlantic de Marea Mediterană și separă Spania de Maroc. Numele ei vine de la Gibraltar, care la rândul său vine din limba arabă Jebel at-Tariq (جبل طارق) însemnând muntele lui Tariq. Se referă la generalul berber ummayad Tariq ibn-Ziyad care a condus cucerirea islamică a  Hispaniei în  anul 711.

## Localizare

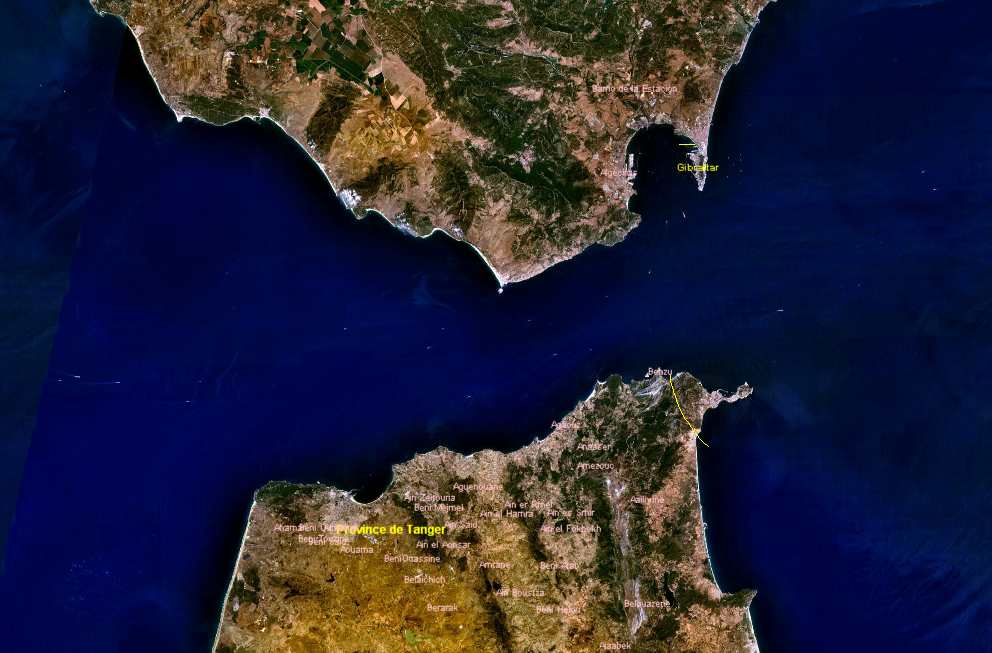
Hartă a strâmtorii

Pe partea nordică a strâmtorii se află Spania și Gibraltar, iar în sud sunt Marocul și Ceuta, o exclavă spaniolă pe coasta nord-africană. Era cunoscută în antichitate sub numele de Coloanele lui Hercule. Aici se află mai multe insule, precum Isla Perejil, care sunt cerute atât de Spania cât și de Maroc.

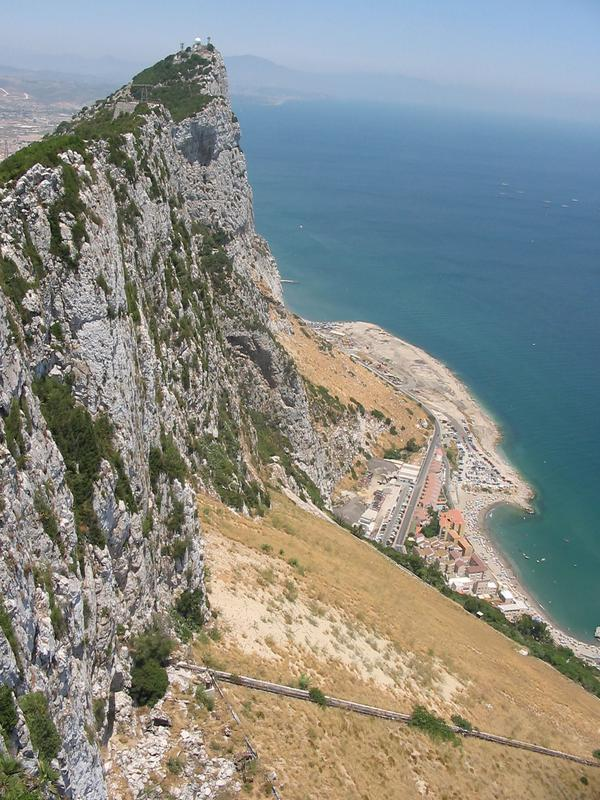
Stânca Gibraltar, partea estică

Strâmtoarea Gibraltar are o poziționare strategică. Navele care trec din Atlantic în Marea Mediterană trebuie să treacă pe aici. Traversarea între Europa și Africa se face tot prin acest punct. În timpul celui de-al doilea război mondial, britanicii dețineau controlul asupra strâmtorii de la o bază în apropiere. Submarinele germane care voiau să intre în Marea Mediterană erau efectiv prinse în capcană, deoarece nu puteau să treacă pe la suprafață, iar curenții submarini erau prea puternici pentru a permite deplasarea pe sub apă.

## Istorie
Acum aproximativ 6 milioane de ani, strâmtoarea s-a închis complet, transformând Marea Mediterană într-un uriaș lac sărat, eveniment cunoscut astăzi sub numele de Criza messiniană de salinitate.

## Filme
- Sven Jaax: O Calatorie spre Africa. (Documentar, Germania, 2010, 43 Min.)
- Daniele Grieco: The Last Giants – Cand marea moare (Documentar, Germania, 2009, 92 Min.)